# Polysoma clarki
Polysoma clarki är en fjärilsart som beskrevs av Lajos Vári 1961. Polysoma clarki ingår i släktet Polysoma och familjen styltmalar. Inga underarter finns listade i Catalogue of Life.